# Lynetteholm
Lynetteholm es un proyecto de isla artificial en construcción en la costa de Copenhague en Dinamarca que se estima inaugurar totalmente en 2070.
El proyecto fue presentado en 2018 por el primer ministro danés Lars Løkke Rasmussen y Frank Jensen, el alcalde de Copenhague, como medida para compensar la falta de superficie disponible para la construcción.
Lynetteholm es concebida como una extensión de 275 hectáreas o 2,75 kilómetros cuadrados de la isla de Refshaleøen. Estará conectada a tierra firme por una carretera y una línea de metro. La isla debería alojar aproximadamente a 35.000 residentes. También tendrá la función de proteger Copenhague contra el aumento del nivel del mar.
Los grupos ecologistas han presentado una apelación contra Lynetteholm en el Tribunal de Justicia de la Unión Europea por el supuesto impacto medioambiental del proyecto. Se prevé que los camiones tendrán que realizar 350 viajes al día por Copenhague para entregar los 80 millones de toneladas de tierra necesarias para crear la península sola. A los ecologistas también les preocupan el movimiento de sedimentos en el mar y el posible impacto sobre los ecosistemas y la calidad del agua.
La proyección es que la isla tenga las bases instaladas en 2035 y que este ambicioso proyecto esté completado en 2070. El proyecto será propiedad de CPH City&Port Development, una compañía que resulta de la asociación conjunta de la ciudad de Copenhague y el Reino danés.